# Tim Couch
Timothy Scott Couch (Hyden, 31 luglio 1977) è un ex giocatore di football americano statunitense che ha giocato nel ruolo di quarterback per la maggior parte della carriera con i Cleveland Browns della National Football League (NFL). Fu la prima scelta assoluta del Draft NFL 1999 da parte dei Browns. Al college ha giocato a football all'Università del Kentucky.

## Carriera professionistica
Couch fu scelto come primo assoluto del Draft 1999 da parte dei Cleveland Browns di ritorno nella NFL dopo tre anni di assenza dopo il trasferimento della franchigia originale a Baltimora. Couch non mantenne mai le elevate aspettative che la dirigenza aveva riposto su di lui, in parte anche a causa dei continui infortunati subiti causati da una linea offensiva poco esperta che non lo proteggeva adeguatamente. Nei suoi cinque anni a Cleveland guidò una volta la squadra ai playoff, perdendo poi il posto da titolare nella stagione 2003. In seguito provò ad allenarsi coi Green Bay Packers e i Jacksonville Jaguars senza riuscire ad ottenere un contratto. Nel 2008 ESPN lo nominò la 19ª peggiore scelta nel draft di tutti i tempi.

## Palmarès
- PFWA All-Rookie Team - 1999

## Statistiche
| Anno   | Passaggi | Passaggi | Passaggi | Passaggi | Passaggi | Passaggi | Passaggi | Passaggi | Passaggi | Corse | Corse | Corse |
| Anno   | Gare     | Tit.     | Comp     | Ten      | Yard     | Comp%    | TD       | INT      | Rating   | Poss. | Yard  | TD    |
| ------ | -------- | -------- | -------- | -------- | -------- | -------- | -------- | -------- | -------- | ----- | ----- | ----- |
| 1999   | 15       | 14       | 223      | 399      | 2.447    | 55,9     | 15       | 13       | 73.2     | 40    | 267   | 1     |
| 2000   | 7        | 7        | 137      | 215      | 1.483    | 63,7     | 7        | 9        | 77.3     | 12    | 45    | 0     |
| 2001   | 16       | 16       | 272      | 454      | 3.040    | 59,9     | 17       | 21       | 73.1     | 38    | 128   | 0     |
| 2002   | 14       | 14       | 273      | 443      | 2.842    | 61,6     | 18       | 18       | 76.8     | 23    | 77    | 0     |
| 2003   | 10       | 8        | 120      | 203      | 1.319    | 59,1     | 7        | 6        | 77.6     | 11    | 39    | 1     |
| Totale | 62       | 59       | 1.025    | 1.714    | 11.131   | 59,8     | 64       | 67       | 75.1     | 124   | 556   | 2     |